# Quatiguá
Quatiguá ist ein brasilianisches Munizip im Nordosten des Bundesstaats Paraná. Es hat 8.099 Einwohner (2022), die sich Quatiguaenser nennen. Seine Fläche beträgt 113 km². Es liegt 682 Meter über dem Meeresspiegel.

## Etymologie
Der Name "Quatiguá" kommt von dem Tupi-Begriff Catinguá, dem Namen einer in der Gegend vorkommenden Pflanze, deren Rinde zum Färben von Stoffen verwendet wird.

## Geschichte

### Besiedlung
Die ersten Einwohner von Quatiguá kamen 1903 aus Minas Gerais und São Paulo. Zu Beginn seiner Besiedlung gehörte der Ort zum Munizip São José da Boa Vista und war unter den Namen Chapada und Jaboticabal bekannt.

### Eisenbahn
In den 1910er Jahren wurde die Paranapanema-Zweigbahn geplant. Die Bewohner von Quatiguá arbeiteten mit der Eisenbahngesellschaft zusammen. Sie spendeten Land und beteiligten sich mit Hilfsarbeiten, bis der Bahnhof von Quatiguá am 21. September 1922 eingeweiht werden konnte.

### Revolution von 1930
Die Revolution von 1930 machte Quatiguá zum Schauplatz heftiger Kämpfe zwischen den aus Rio Grande do Sul stammenden revolutionären Truppen und den Regierungskräften aus São Paulo. Beteiligt waren Hunderte von Soldaten, die von Artillerie unterstützt wurden. Die Aufständischen waren erfahrene Soldaten, einige von ihnen hatten bereits an Aufständen in den 1920er Jahren in Rio Grande do Sul teilgenommen und andere hatten im Contestado-Aufstand gekämpft. Viele ihrer Kommandeure waren 1925 bis 1927 im Prestes-Zug im Umfeld der Leutnantsaufstände mitgezogen. Im Jahr 1932 gab es einen neuen Schreck. Es wurden Revolutionäre aus Rio Grande do Sul in Quatiguá einquartiert, aber es kam zu keinen Kämpfen, weil die Regierungstruppen nicht bis Quatiguá vorstießen.
Die Einwohner von Quatiguá errichteten auf dem Platz Expedicionário Eurides do Nascimento einen Obelisken, damit diese Ereignisse nie vergessen werden.

### Erhebung zum Munizip
Quatiguá wurde durch das Staatsgesetz Nr. 2 vom 10. Oktober 1947 aus Joaquim Távora.ausgegliedert und in den Rang eines Munizips erhoben. Es wurde am 26. Oktober 1947 als Munizip installiert.

## Geografie

### Fläche und Lage
Quatiguá liegt auf dem Segundo Planalto Paranaense (der Zweiten oder Ponta-Grossa-Hochebene von Paraná). Seine Fläche beträgt 113 km². Es liegt auf einer Höhe von 682 Metern.

### Vegetation
Das Biom von Quatiguá ist Mata Atlântica.

### Klima
In Quatiguá herrscht warms, gemäßigtes Klima. Es gibt das ganze Jahr über deutliche Niederschläge (1238 mm pro Jahr). Die Klimaklassifikation nach Köppen und Geiger lautet Cfa. Im Jahresdurchschnitt liegt die Temperatur bei 20,6 °C.

### Gewässer
Quatiguá liegt im Einzugsgebiet des Rio das Cinzas. Sein linker Nebenfluss Ribeirão da Barra Grande bildet die nordwestliche Grenze des Munizips, der Rio Jacaré fließt auf der östlichen Grenze ebenfalls in Richtung Rio das Cinzas.

### Straßen
Quatiguá liegt an der PR-092 von Jaguariaíva nach Andirá und zum Paranapanema am Kraftwerk Canoas II.

### Nachbarmunizipien
|           | Joaquim Távora                              |                 |
| Guapirama | Kompassrose, die auf Nachbargemeinden zeigt |                 |
|           | Tomazina                                    | Siqueira Campos |

## Stadtverwaltung
Bürgermeisterin: Adelita Parmezan de Moraes, PTB (2021–2024)
Vizebürgermeister: Josué de Pádua Melo, PROS (2021–2024)

## Demografie

### Bevölkerungsentwicklung
| Jahr | Einwohner | Stadt | Land |
| ---- | --------- | ----- | ---- |
| 1950 | 4.755     | 26 %  | 74 % |
| 1960 | 5.461     | 36 %  | 64 % |
| 1970 | 6.096     | 38 %  | 62 % |
| 1980 | 5.312     | 57 %  | 43 % |
| 1991 | 5.766     | 78 %  | 22 % |
| 2000 | 6.742     | 88 %  | 12 % |
| 2010 | 7.045     | 90 %  | 10 % |
| 2022 | 8.099     |       |      |

Quelle: IBGE, bis 2010: Volkszählungen und Volkszählung 2022

### Ethnische Zusammensetzung
| Gruppe * | 1991    | 2000    | 2010    | wer sich als …                                                                   |
| --- | ------- | ------- | ------- | -------------------------------------------------------------------------------- |
| Weiße | 86,6 %  | 87,7 %  | 78,7 %  | weiß bezeichnet                                                                  |
| Schwarze | 0,6 %   | 1,7 %   | 0,8 %   | schwarz bezeichnet                                                               |
| Gelbe | 1,1 %   | 0,8 %   | 0,6 %   | von fernöstlicher Herkunft wie japanisch, chinesisch, koreanisch etc. bezeichnet |
| Braune | 11,6 %  | 9,7 %   | 19,9 %  | braun oder als Mischung aus mehreren Gruppen bezeichnet                          |
| Indigene | 0,0 %   | 0,1 %   | 0,0 %   | Ureinwohner oder Indio bezeichnet                                                |
| ohne Angabe | 0,1 %   | 0,0 %   | 0,0 %   |                                                                                  |
| Gesamt | 100,0 % | 100,0 % | 100,0 % |                                                                                  |
| *) Das IBGE verwendet für Volkszählungen ausschließlich diese fünf Gruppen. Es verzichtet bewusst auf Erläuterungen. Die Zugehörigkeit wird vom Einwohner selbst festgelegt. |         |         |         |                                                                                  |

Quelle: IBGE (Stand: 1991, 2000 und 2010)